# ري (موسيقى)

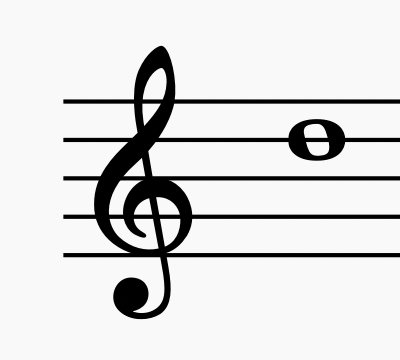
علامة ري.

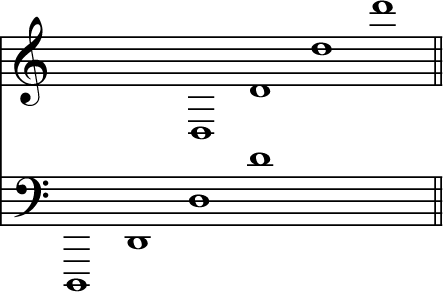

نغمة ري (يرمز لها D) هي ثاني درجة موسيقية في السلم دو الكبير. هي أيضا رابع درجة موسيقية في السلم لا الصغير و تدعى وظيفيا بالدرجة تحت-المسيطرة (مي) الخاصّة بهذا السلّم.

## اقرأ أيضاً
- درجة موسيقية
- سلم موسيقي